# Symptomatische Therapie
Symptomatische Therapie (Synonyme: Symptombezogene Therapie, Supportive Therapie, Symptomatische Behandlung) nennt man ärztliche Maßnahmen, die sich auf die Bekämpfung bestehender Symptome einer Krankheit und nicht auf die Behandlung der zugrunde liegenden Ursachen (Ätiologie) beziehen. Im Unterschied zum Teilbereich der „palliativen Therapie“ ist es dabei nicht von Bedeutung, ob die Ursache der Erkrankung kurativen Maßnahmen zugänglich ist oder nicht, die Übergänge bei der Verwendung beider Begriffe sind jedoch fließend.
Die Therapie einzelner Symptome kann von großer Bedeutung sein, weil auf diese Weise die Lebensqualität der Betroffenen erhöht und / oder die Entstehung schwerwiegender Komplikationen verhindert werden kann.

## Maßnahmen (Beispiele)
- Analgetika zur Schmerztherapie
- Antiallergika bei Heuschnupfen und anderen allergischen Erkrankungen
- Antiemetika gegen Übelkeit und Erbrechen
- Antipyretika zur Fiebersenkung
- Antitussiva bei Husten
- Behandlung von Atemnot, z. B. durch Sauerstoffgabe oder künstliche Beatmung
- Ernährungstherapie
- Hilfsmittel, z. B. Gehhilfen, Hörgeräte, Prothesen
- Immuntherapie bei Multipler Sklerose[1]
- Palliative Therapie
- Stimmungsaufheller, z. B. Psychopharmaka
- Supportive Psychotherapie
- Supportive Therapie bei Tumorpatienten[2]

## Risiken
Eine symptomatische Behandlung wird nicht immer empfohlen und kann in der Tat gefährlich sein, da sie das Vorhandensein einer zugrunde liegenden Ätiologie maskieren kann, die dann vergessen oder mit großer Verzögerung behandelt wird.
Beispiele: Leichtes Fieber für 15 Tage oder länger ist manchmal das einzige Symptom einer Infektion durch Staphylokokkenbakterien. Die Unterdrückung durch symptomatische Behandlung verbirgt die Krankheit vor einer wirksamen Diagnose und Behandlung mit Antibiotika. Die Folge kann schwerwiegend sein (rheumatisches Fieber, Nephritis, Endokarditis etc.) Chronische Kopfschmerzen können einfach durch eine konstitutionelle Disposition verursacht werden oder das Ergebnis eines Hirntumors oder eines Hirnaneurysmas sein.
Schließlich ist die symptomatische Behandlung nicht von Nebenwirkungen ausgenommen und kann eine Ursache für iatrogene Folgen (d. h. durch die Behandlung selbst verursachte Nebenwirkungen) wie allergische Reaktionen, Magenblutungen, Auswirkungen des Zentralnervensystems (Übelkeit, Schwindel usw.) sein.